# Гарольд Браун
Гарольд Браун (англ. Harold Brown; 19 вересня 1927, Нью-Йорк — 4 січня 2019) — американський фізик і держслужбовець. Міністр оборони США з 1977 по 1981 при президенті Джиммі Картері.

## Біографія
У 21 рік він здобув докторський ступінь з фізики в Колумбійському університеті. Потім він працював дослідником в Університеті Каліфорнії (Берклі).
Браун був міністром ВПС з 1965 по 1969 під керівництвом президента Ліндона Джонсона і віце-канцлером Каліфорнійського технологічного інституту з 1969 по 1977.
В адміністрації Картера він був прихильником політики розрядки. Тому часто конфліктував з радником з національної безпеки президента Збігнєвом Бжезінським. Браун брав участь у посередництві для Кемп-Девідських угод на Близькому Сході. Він підтримав ратифікацію Договору ОСО II, але договір не був прийнятий у Сенаті США. Браун мав більше успіху з Сенатом, коли він виступав за ратифікацію угод про передачу зони Панамського каналу Панамі до 2000 року (Браун вважав, що угоди були вигідні для США і що вони також забезпечили безпеку Панамського каналу і подальше використання).
Нагороджений Президентською медаллю Свободи (1981). Він був керівником Інституту зовнішньої політики при Університеті Джонса Гопкінса.